# Servicio general de paquetes vía radio

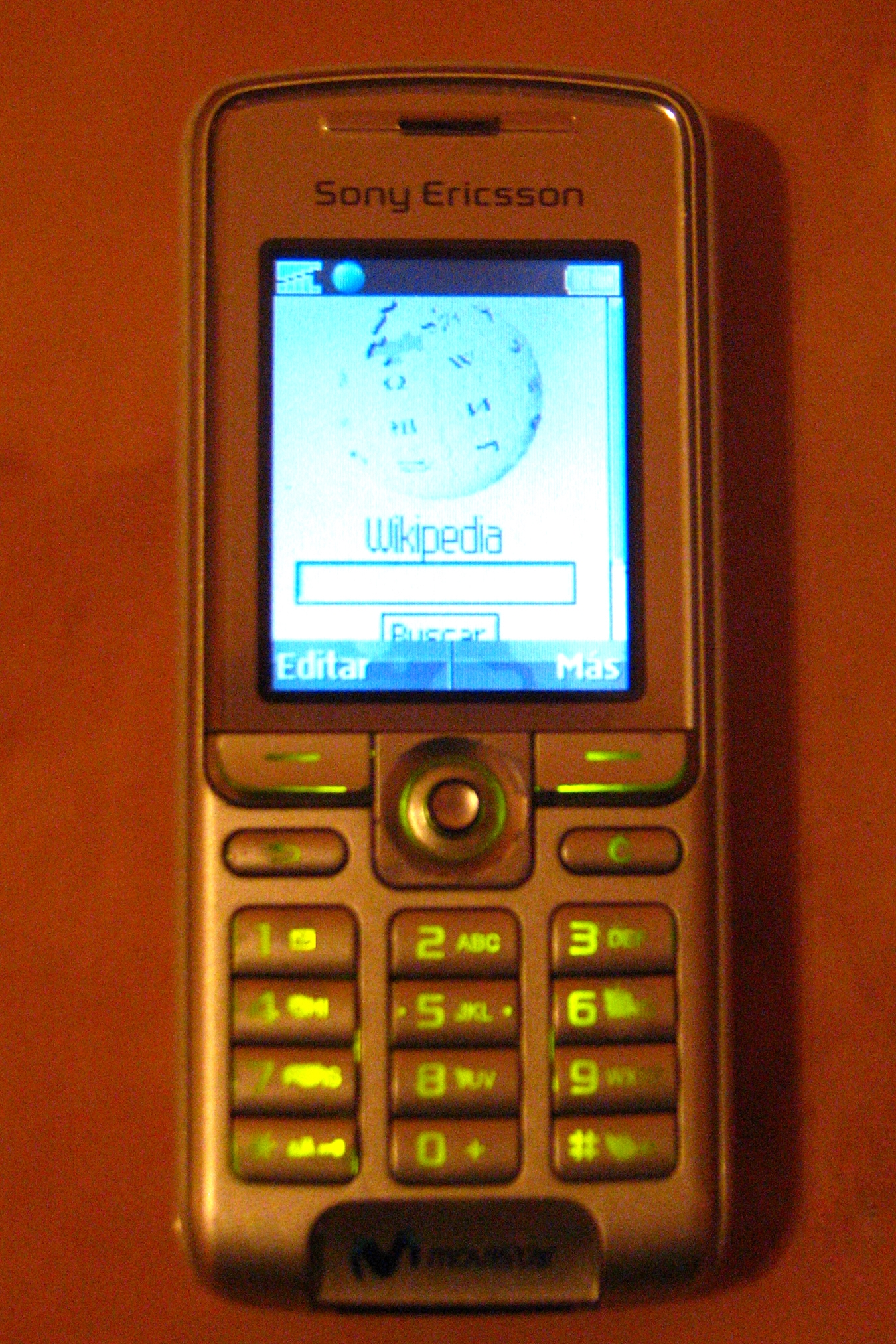
Sony Ericsson K310a con la página principal de Wikipedia vía internet GPRS.

El servicio general de paquetes vía radio, en inglés: General Packet Radio Service (GPRS), fue creado en la década de los 80. 
Una conexión GPRS está establecida por la referencia a su nombre de punto de acceso (APN). Con GPRS se pueden utilizar servicios como Wireless Application Protocol (WAP), servicio de mensajes cortos (SMS), Multimedia Messaging System (MMS), Internet y para los servicios de comunicación, como el correo electrónico y la World Wide Web (WWW). Para fijar una conexión de GPRS para un módem inalámbrico, un usuario debe especificar un APN, opcionalmente un nombre y contraseña de usuario, y muy raramente una dirección IP, todo proporcionado por el operador de red. La transferencia de datos de GPRS se cobra por volumen de información transmitida (en kilo o megabytes), mientras que la comunicación de datos a través de conmutación de circuitos tradicionales se factura por minuto de tiempo de conexión, independientemente de si el usuario utiliza toda la capacidad del canal o está en un estado de inactividad. Por este motivo, se considera más adecuada la conexión conmutada para servicios como la voz que requieren un ancho de banda constante durante la transmisión, mientras que los servicios de paquetes como GPRS se orientan al tráfico de datos. La tecnología GPRS como bien lo indica su nombre es un servicio orientado a radio-enlaces que da mejor rendimiento a la conmutación de paquetes en dichos radio-enlaces.

## Tecnologíautilizada
El acceso al canal utilizado en GPRS se basa en divisiones de frecuencia sobre un dúplex y TDMA. Durante la conexión, al usuario se le asigna un canal físico, formado por un bloque temporal en una portadora concreta. Ese canal será de subida o bajada dependiendo de si el usuario va a recibir o enviar datos. Esto se combina con la multiplexación estadística en el dominio del tiempo, permitiendo a varios usuarios compartir el mismo canal físico, ya sea de subida o de bajada. Los paquetes tienen longitud constante, correspondiente a la ranura de tiempo del GSM. El canal de bajada utiliza una cola de tipo First in, first out (FIFO; primero en entrar, primero en salir) para los paquetes en espera, mientras que el canal de subida utiliza un esquema similar al de ALOHA con reserva.
En resumen, se utiliza un sistema similar al ALOHA ranurado durante la fase de contención, y TDMA con una cola FIFO durante la fase de transmisión de datos.

## Servicios ofrecidos
La tecnología GPRS mejora y actualiza a GSM con los servicios siguientes:
- Aplicaciones en red para dispositivos a través del protocolo WAP
- Mensajería instantánea,
- Posibilidad de utilizar el dispositivo como módem USB,
- Servicio de mensajes cortos (SMS),
- Servicio de mensajería multimedia (MMS),
- Servicios Peer-to-peer (P2P) utilizando el protocolo IP.

La tecnología GPRS se puede utilizar para servicios como el acceso mediante el Protocolo de Aplicaciones Inalámbrico (WAP), el SMS y MMS, acceso a Internet y correo electrónico.
El método de cobro típico para transferencias de datos usando GPRS es el pago por megabytes de transferencia, mientras que el pago de la comunicación tradicional mediante conmutación de circuitos se cobra por tiempo de conexión, independientemente de si el usuario está utilizando el canal o este se encuentra inactivo. Este último método es poco eficiente debido a que mantiene la conexión incluso cuando no se están transmitiendo datos, por lo que impide el acceso al canal a otros usuarios. El método utilizado por GPRS hace posible la existencia de aplicaciones en las que un dispositivo móvil se conecta a la red y permanece conectado durante un periodo prolongado de tiempo sin que ello afecte en gran medida a la cantidad facturada por el operador.

## Clases de dispositivos
Existen tres clases de dispositivos móviles teniendo en cuenta la posibilidad de usar servicios GSM y GPRS simultáneamente:
Clase A
Estos dispositivos pueden utilizar simultáneamente servicios GPRS y GSM.
Clase B
Solamente pueden estar conectados a uno de los dos servicios en cada momento. Mientras se utiliza un servicio GSM (llamadas de voz o SMS), se suspende el servicio GPRS, que se reinicia automáticamente cuando finaliza el servicio GSM. La mayoría de los teléfonos móviles son de este tipo.
Clase C
Se conectan alternativamente a uno u otro servicio. El cambio entre GSM y GPRS debe realizarse de forma manual.
Para que un dispositivo de clase A pueda transmitir en dos frecuencias a la vez, necesitaría dos radios. Para resolver este costoso problema, un móvil con GPRS suele implementar la característica conocida como "modo de transferencia dual" (Dual Transfer Mode, DTM). Un móvil DTM puede usar a la vez el canal de datos y el de voz, puesto que es la red la que coordina y se asegura de que no se requiera transmitir en dos frecuencias diferentes a la vez. Los móviles DTM se consideran de clase A, pero simplificados.

## Velocidad de transferencia
Dependiendo de la tecnología utilizada, la velocidad de transferencia varía sensiblemente. La tabla siguiente muestra los datos de subida y bajada para cada tipo de tecnología.
| Tecnología   | Descarga (kbit/s) | Subida (kbit/s)            |
| ------------ | ----------------- | -------------------------- |
| CSD          | 9,6               | 9,6                        |
| HSCSD        | 28,8              | 14,4                       |
| HSCSD        | 43,2              | 14,4                       |
| GPRS         | 80                | 20 (Clase 8 & 10 y CS-4)   |
| GPRS         | 60                | 40 (Clase 10 y CS-4)       |
| EGPRS (EDGE) | 236,8             | 59,2 (Clase 8, 10 y MCS-9) |
| EGPRS (EDGE) | 177,6             | 118,4 (Clase 10 y MCS-9)   |
Para comparar GPRS con GSM se utiliza normalmente la velocidad de transmisión de SMS. Sobre una red GPRS se pueden enviar aproximadamente 30 SMS por minuto, frente a los 6 o 10 SMS que permite GSM.
- Transferencia de datos.

- Cierre o liberación de la conexión.

Cuando se establece la comunicación entre los 2 terminales, se crea un paso físico o lógico entre ellos (ocupando así un canal de comunicación), que se mantiene reservado hasta que se libera la conexión. Estas redes de circuitos conmutados se encargan de llevar los bits desde su punto de origen al de destino, sin identificar PDUs (Protocol Data Unit, paquetes de datos) ni ocuparse de su estructura.
Conmutación de Paquetes (GPRS)
La entidad transmisora segmenta el mensaje a transmitir en PDUs (paquetes de datos) independientes, de tamaño apropiado. La entidad receptora se encarga de reconstruirlos (reensamblarlos) hasta obtener el mensaje original completo. Cada paquete de datos se transfiere de un nodo a otro como una sola unidad. Contienen información de control (direcciones de origen y destino, identificador, etc.) que permite su manejo en la red.
El PDU se almacena temporalmente en cada uno de los nodos por los que pasa mientras espera ser enviado al siguiente. Esto conlleva un aumento del retardo en función del volumen de tráfico existente y de la capacidad del enlace. Todos los PDUs que componen los datos están relacionados unos con otros, pero la forma en que viajan y son reagrupados varía. La propia red puede fragmentar los PDUs si la longitud de estos es mayor que la unidad máxima de transferencia (MTU) de la red.